# 有道杓子
有道杓子（うとうしゃくし）は岐阜県高山市で生産されている朴の木を削って作られたお玉杓子の一種である。岐阜県により郷土工芸品に指定されている。また、日本遺産『飛騨匠の技・こころ－木とともに、今に引き継ぐ1300年－』の構成遺産である。
岐阜県高山市久々野町有道で生産されていたため、この名がある。有道が廃村となってからは久々野町を拠点とする有道しゃくし保存会により生産されている。特徴として柄を含めた全体が朴を削り出して成形されており、継ぎ目がないこと、受けの部分にあえて削り跡が残され、掬ったものが滑りにくくなっていることが挙げられる。白洲正子はその著書『日月抄』において、杓子の中の王様と賞している。高山の民芸品店で販売されているほか、かつて歳の市であった二十四日市において制作が公開されている。